# Shūta Sueyoshi
Shuta Sueyoshi (末吉秀太 Sueyoshi Shuta?) ( *  11 de diciembre de 1986, Nagasaki, Japón) es un actor japonés y miembro del grupo de J-pop, AAA: Attack All Around.
Protagonista de la minipelicula Saigo no Kotoba rodada entre los miembros del grupo y de Karera no Umi VIII ~Sentimental Journey~ como Yuusuke Seki.

## Historia
- Antes de pertenecer a AAA: Attack All Around, el pertenecía a un grupo compuesto por 4 chicos "FRIEND" el cual tiene un disco a la venta
- Estudio en Light Kyushu una escuela dedicada a crear "estrellas".
- En la 56a NHK en 2005 fue bailarín de Ami Suzuki, junto con sus actuales compañeros de grupo : Naoya Urata, Mitsuhiro Hidaka y Takahiro Nishijima.
- Especialista en acrobacias.

- Antes de pertenecer a AAA: Attack All Around, el pertenecía a un grupo compuesto por 4 chicos "FRIEND" el cual tiene un disco a la venta
- Estudio en Light Kyushu una escuela dedicada a crear "estrellas".
- En la 56a NHK en 2005 fue bailarín de Ami Suzuki, junto con sus actuales compañeros de grupo : Naoya Urata, Mitsuhiro Hidaka y Takahiro Nishijima.
- Especialista en acrobacias.

## Perfil
- Nombre: Shuta Sueyoshi (末吉秀太)
- Fecha de nacimiento: 11 de diciembre de 1986
- Altura: 167 cm
- Tipo de Sangre: A
- Natal: Prefectura de Nagasaki.
- Color favorito: Negro
- Comida favorita: Arroz con pulpo y huevos sobre arroz "natto"
- Deportes: Practicó durante 7 años Karate
- Su lema: actitudes de un genio son limitadas, las que crees con tus esfuerzos son infinitas.

## Filmografía
| Año  | Película                                 | Rol                                                                  |
| ---- | ---------------------------------------- | -------------------------------------------------------------------- |
| 2005 | Karera no Umi VIII ~Sentimental Journey~ | Yuusuke Seki                                                         |
| 2007 | Delicious Gakuin Musical                 | Takasugi Rin                                                         |
| 2008 | Mirai Seiki Shakespeare                  | Romeo and Juliet, Othello, A Midsummer Night's Dream and The Tempest |

## Singles sacados con AAA
| N.º | Nombre del sencillo                                                                                            | Fecha lanzamiento        | Álbum             | Posición en Oricon |
| --- | --- | ------------------------ | ----------------- | ------------------ |
| 1   | BLOOD on FIRE                                                                                                  | 14 de septiembre de 2005 | ATTACK            | 9                  |
| 2   | Friday Party                                                                                                   | 5 de octubre de 2005     | ATTACK            | 17                 |
| 3   | Kirei na Sora (きれいな空)                                                                                     | 16 de noviembre de 2005  | ATTACK            | 17                 |
| 4   | DRAGON FIRE | 5 de diciembre de 2005   | ATTACK            | 20                 |
| 5   | Hallelujah (ハレルヤ HARERUYA?)                                                                                | 5 de febrero de 2006     | ALL               | 8                  |
| 6   | Shalala Kibō no Uta (Shalala キボウの歌?)                                                                      | 23 de marzo de 2006      | ALL               | 20                 |
| 7   | Hurricane Riri, Boston Mari (ハリケーン・リリ，ボストン・マリ HARIKEEN RIRI, BOSUTON MARI?)                    | 31 de mayo de 2006       | ALL               | 10                 |
| 8   | Soul Edge Boy/Kimono Jet Girl (ソウルエッジボーイ／キモノジェットガール SOURU EJJI BOOI / KIMONO JETTO GAARU?) | 12 de julio de 2006      | ALL               | 12                 |
| 9   | Let it beat!                                                                                                   | 30 de agosto de 2006     | ALL               | 7                  |
| 10  | Q | 6 de septiembre de 2006  | ALL               | 10                 |
| 11  | Chewing Gum (チューインガム?)                                                                                  | 15 de noviembre de 2006  | ALL               | 7                  |
| 12  | Black&White | 6 de diciembre de 2006   | ALL               | 15                 |
| 13  | Climax Jump | 21 de marzo de 2007      | ---               | 1                  |
| 14  | Izayuke Wakataka Gundan 2007 (いざゆけ若鷹軍団2007?)                                                           | 21 de marzo de 2007      | ---               | 33                 |
| 15  | Get CHUU!/SHE no jijitsu (Get チュー!／SHEの事実?)                                                             | 15 de abril de 2007      | AROUND            | 5                  |
| 16  | Kuchibiru kara romantica/That's Right (唇からロマンチカ/That's Right?)                                         | 16 de mayo de 2007       | AROUND            | 6                  |
| 17  | Natsu mono (夏もの?)                                                                                           | 18 de julio de 2007      | AROUND            | 5                  |
| 18  | Red Soul | 19 de septiembre de 2007 | AROUND            | 15                 |
| 19  | Mirage | 9 de enero de 2008       | ATTACK ALL AROUND | 1                  |
| 20  | BEYOND~KARADA NO KANATA (BEYOND～カラダノカナタ?)                                                              | 28 de mayo de 2008       | depArture         | 4                  |
| 18  | MUSIC!!!/ZERØ                                                                                                  | 27 de agosto de 2008     | depArture         | 5                  |
| 18  | Tabidachi no Uta                                                                                               | 14 de enero de 200       | depArture         | N/A                |

- Datos: Q859902